# Élections législatives caïmaniennes de 2021
Les élections législatives caïmaniennes de 2021 se déroulent le 14 avril 2021 afin de renouveler les membres du Parlement des îles Caïmans, territoire d'outre-mer autonome du Royaume-Uni.
À la tête du gouvernement de coalition sortant, le Mouvement progressiste du peuple (PPM) maintient avec peine le même nombre de députés tandis que l'ensemble des sièges restants sont remportés par des candidats indépendants, ce qui amène le Premier ministre Alden McLaughlin à se retirer. 
Après plusieurs jours de négociation entre son dauphin désigné, Roy McTaggart et l'indépendant Wayne Panton, ce dernier parvient à réunir autour de lui les soutiens d'un majorité d'élus également sans étiquettes ainsi que de transfuges du PPM, et devient Premier ministre le 21 avril 2021.

## Contexte
Les élections législatives de mai 2017 voient le Mouvement progressiste du peuple arriver de nouveau en tête avec sept sièges, bien qu'en recul de deux par rapport à 2013. Le scrutin est marqué par de nombreuses victoires de candidats indépendants qui totalisent neuf sièges sur 19. Il s'agit alors des premières élections depuis le passage du système électoral à un scrutin uninominal majoritaire à un tour. Le dirigeant du Mouvement progressiste du peuple (PPM), Alden McLaughlin, se maintient au poste de Premier ministre des îles Caïmans à la tête d'un gouvernement de coalition réunissant le soutien de son parti, de deux membres du Parti démocratique caïmanien (CDP) et de trois indépendants.
Courant janvier 2021, McLaughlin avance d'un mois les élections Initialement prévues pour le 26 mai en réponse aux appels de l'opposition à démettre McKeeva Bush de son poste de président de l'assemblée. Chef de file du CDP, ce dernier vient alors d'être condamné en décembre pour trois charges d'agressions à un total de six mois de prison avec sursis et près de 5 000 dollars d'amendes et d'indemnisation pour sa victime, une barwoman qu'il avait saisit par les cheveux avant de la frapper à plusieurs reprises au visage lors d'une altercation dans son bar. La violence de l'agression provoque un tollé et conduit l'opposition à annoncer son intention de déposer une motion de censure à l'encontre de Bush,. 
Voyant la cohésion de sa coalition mise à mal par cette affaire, McLaughlin procède à une dissolution anticipée, qu'il justifie par la nécessité de maintenir la stabilité du gouvernement, déclarant laisser aux électeurs le soin de renouveler ou non leur confiance envers le président de la chambre dans sa circonscription. 
Bush se présente finalement en tant qu'indépendant, de même que totalité des élus du Parti démocratique caïmanien, qui est de fait absent du scrutin.

## Système politique et électoral
Les Îles Caïmans sont un territoire d'outre-mer du Royaume-Uni dans les Caraïbes organisé sous la forme d'une monarchie parlementaire. Les îles font partie de la Couronne britannique, et la reine du Royaume-Uni Élisabeth II en est nominalement chef de l'État. Elle est représentée par un gouverneur, actuellement Martyn Roper.
Le parlement est monocaméral, il est composé de 19 sièges pourvus pour 4 ans au scrutin uninominal majoritaire à un tour dans autant de circonscriptions.

## Résultats
|                          |                                  |        |       |      |        |               |  |  |  |
| Partis                   | Partis                           | Voix   | %     | +/-  | Sièges | +/-           |  |  |  |
|                          | Mouvement progressiste du peuple | 3 380  | 19,60 | 11,6 | 7      | en stagnation |  |  |  |
|                          | Parti du peuple                  | 217    | 1,26  | Nv   | 0      | 3             |  |  |  |
|                          | Indépendants                     | 13 650 | 79,14 | 34,5 | 12     | 3             |  |  |  |
|                          |                                  |        |       |      |        |               |  |  |  |
| Votes valides            | Votes valides                    | 17 247 | 99,10 |      |        |               |  |  |  |
| Votes blancs et nuls     | Votes blancs et nuls             | 157    | 0,90  |      |        |               |  |  |  |
| Total                    | Total                            | 17 404 | 100   | -    | 19     | en stagnation |  |  |  |
| Abstentions              | Abstentions                      | 6 190  | 26,24 |      |        |               |  |  |  |
| Inscrits / participation | Inscrits / participation         | 23 594 | 73,76 |      |        |               |  |  |  |

## Analyse et conséquences

Résultats par circonscription.

Si le Mouvement progressiste du peuple (PPM) parvient à se maintenir, l'élection est décrite par McLaughlin comme la plus dure qu'il ait été amené à participer, le Premier ministre sortant l'emportant lui-même finalement dans sa circonscription avec 56 % des suffrages. Il annonce au vu de ces résultats son départ du poste de Premier ministre, portant en avant la candidature de son collègue du PPM et ministre sortant des finances, Roy McTaggart. 
Sur les dix neuf élus, douze sont des députés sortants, entrainant un renouvellement d'un peu plus d'un tiers de l'assemblée. McKeeva Bush est quant à lui réélu de justesse dans la circonscription de West Bay West.
Aucun autre parti que le PPM n'obtient de sièges en l'absence du Parti démocratique, les indépendants décrochant douze des dix neuf sièges à pourvoir. Avec sept sièges et le soutien formel de l'indépendant Dwayne Seymour, le PPM s'estime confiant au lendemain du scrutin dans l'obtention du soutien de deux autres indépendants, nécessaire pour atteindre la majorité absolue. Cependant, plusieurs de ceux ci cherchent en parallèle à former une majorité sans le PPM autour de l'indépendant Wayne Panton, fort du bon résultat de ce dernier dans sa circonscription.
Wayne Panton annonce le 15 avril la formation d'un gouvernement dit PACT (pour « People-driven, Accountable, Competent and Transparent », axé sur le peuple, responsable, compétent et transparent) bénéficiant du soutien de dix autres indépendants. La situation reste cependant incertaine pendant plusieurs jours, Roy McTaggart parvenant à récupérer les soutiens de deux d'entre eux en plus des sept députés de son parti. L'assemblée est alors divisée entre deux groupes de neuf députés, plaçant le dix neuvième, McKeeva Bush, en position de faiseur de rois.

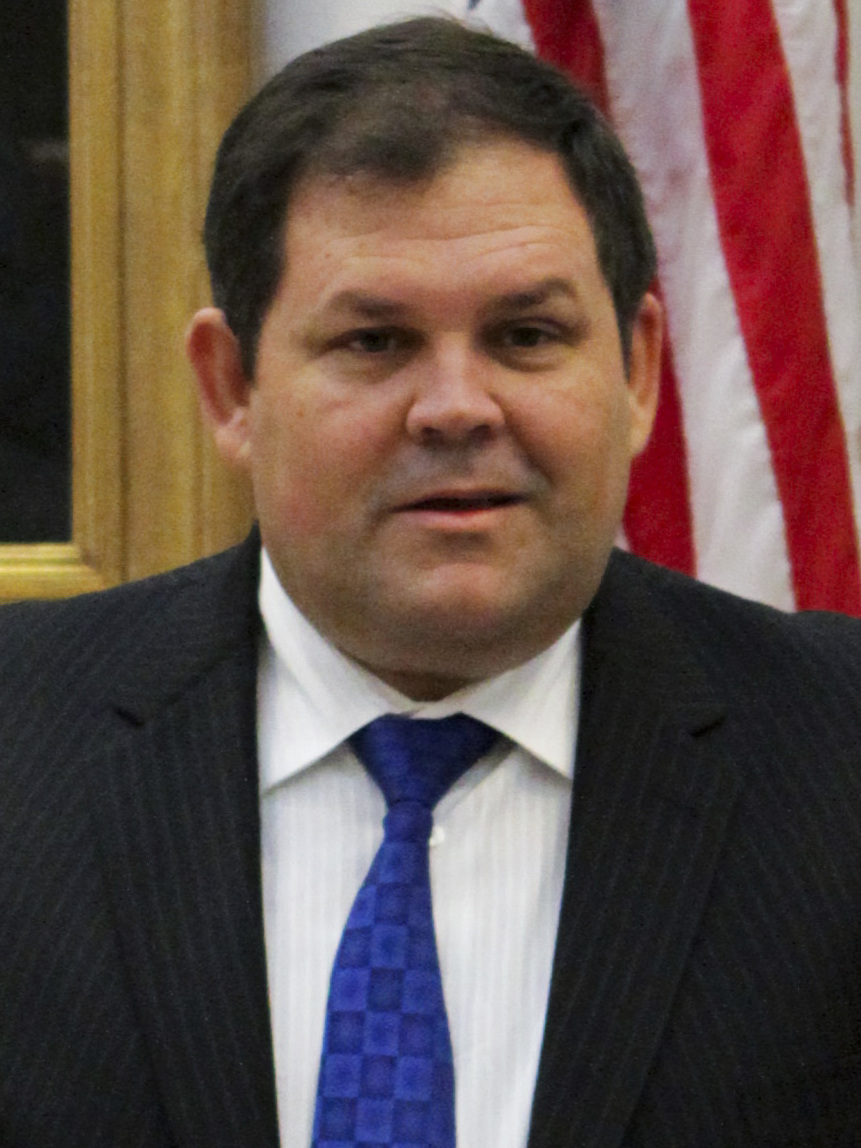
Wayne Panton

Panton obtient son soutien le 19 avril par le biais d'un accord qui prévoit le vote de McKeeva Bush pour son gouvernement en échange de son maintien à la présidence de la chambre. Bush s'engage par ailleurs à inclure dans le code de conduite des parlementaires une clause imposant la démission de toutes leurs fonctions en cas de condamnation, à présenter ses excuses pour l'agression dans le bar ayant conduite aux élections anticipées, et à reverser 10 % de son salaire au centre d'accueil pour femmes battues de l'île, le Cayman Islands Crisis Centre. L'accord est l'objet de critiques et qualifié de volte face pour Panton, qui avait annoncé quitter le PPM avant le scrutin en raison du refus du parti de couper les liens avec Bush.
Panton reçoit officiellement le mandat de former un gouvernement par le gouverneur Martyn Roper le 20 avril. Dès le lendemain, deux députés du PPM dont l'ancienne Première ministre Juliana O'Connor-Connolly font défection pour rejoindre le gouvernement PACT, consolidant la majorité détenue par Panton. Ce dernier obtient plus tard dans la journée du 21 le vote de confiance de l'assemblée, qui a lieu par acclamation en l'absence de candidature concurrente au poste de Premier ministre.
McKeeva Bush est réélu le même jour à la présidence de l'assemblée par 12 voix contre 7. Le Cayman Islands Crisis Centre annonce pour sa part refuser de recevoir le don du dixième de son salaire.